# Попхадзе Зураб Тамазович
Зураб Тамазович Попхадзе (груз. ზურაბ თამაზის ძე ფოფხაძე; нар. 2 червня 1972, Лаґодехі, Грузинська РСР — пом. 13 січня 2013, Шрома, Грузія) — грузинський футболіст, захисник. Відомий за виступами за самарські «Крила Рад», нижегородський «Локомотив», криворізький «Кривбас», а також національну збірну Грузії.

## Клубна кар'єра
Вихованець грузинської школи футболу. До 12 років ходив у танцювальний гурток, але в результаті вибрав футбол. Виріс у футбольній родині — батько грав на першість Грузії, його брат — у кутаїському «Торпедо» й «Гурії». У 1989 році став гравцем тбіліського «Динамо», але через вистоку конкуренцію в тбіліському клубі не зіграв жодного офіційного матчу в футболці першої команди. В першості дублерів за «динамівців» провів 11 поєдинків. На професіональному рівні дебютував у 1990 році в складі клубу «Ереті» з рідного міста, який виступав у Лізі Меоре. Сезон 1991/92 років провів у складі «Кахеті». У 1991 році Зураб, його батько і дядько грали за одну команду — «Кахеті» (Телаві) — і вийшли з першої грузинської ліги у вищу. Своїм головним учителем у футболі вважає Реваза Дзодзуашвілі. З 1992 по 1994 роки захищав кольори «Алазані». У 1994 році став гравцем клубу «Металург» (Руставі), кольори якого захищав до 1996 року.
У російський футбол прийшов у 1997 році, підписавши контракт з самарськими «Крилами Рад». Дебютував у складі самарського клубу 16 квітня 1997 року в переможному (1:0) домашньому поєдинку 1/8 фіналу кубку Росії проти владикавказької «аланії». Зураб вийшов на поле в стартовому складі та відіграв увесь матч. Перший поєдинок у складі «Крил Рад» у Вищій лізі Росії зіграв 19 квітня 1997 року в рамках програного (0:1) домашнього поєдинку 6-го туру проти сочинської «Жемчужини». Попхадзе вийшов на поле в стартовому складі та відіграв увесь матч. Дебютним голом у футболці самарського колективу відзначився 20 травня 1997 року в переможному (1:0) домашньому поєдинку 1/4 фіналу кубку Росії проти волгоградського «Ротора». Попхадзе вийшов у стартовому складі та відіграв увесь матч, а на 84-ій хвилині відзначився єдиним голом у зустрічі. Дебютним голом у чемпіонаті Росії відзначився 25 жовтня 1998 року на 45-ій хвилині (реалізував пенальті) програного (1:3) домашнього поєдинку 29-го туру проти московського «Локомотива». Зураб вийшов на поле в стартовому складі та відіграв увесь матч. Зарекомендував себе сильним, непоступливим захисником, здатним відібрати м'яч без фолу. Пізніше став капітаном команди, але у 2000 році через погану форму був відданий в оренду в нижегородський «Локомотив». Дебютував у футболці нижегородського клубу 29 липня 2000 року в нічийному (1:1) виїзному поєдинку 19-го туру вищого дивізіону проти владикавказької «Аланії». Попхадзе вийшов на поле в стартовому складі  та відіграв увесь матч, а на 52-ій хвилині отримав жовту картку. Єдиним голом у складі нижегородців відзначився 23 вересня 2009 року на 87-ій хвилині (реалізував пенальті) нічийного (2:2) виїзного поєдинку 25-го туру вищого дивізіону проти волгоградського «Ротора». Зураб вийшов на поле в стартовому складі та відіграв увесь матч. Загалом у складі «Локомотива» зіграв 12 матчів та відзначився 1 голом. Після закінчення сезону підписав річний контракт з «Крилами», але в підсумку в команді не закріпився. Загалом у футболці самарського клубу в чемпіонатах Росії зіграв 81 матч та відзначився 3-ма голами, ще 7 поєдинків (1 гол) провів у кубку Росії.
У 2001 році перейшов до владикавказької «Аланії». Дебютував у складі владикавказької команди 10 березня 2001 року в програному (0:1) виїзному поєдинку 1-го туру Вищого дивізіону проти раменського «Сатурна». Попхадзе вийшов на поле в стартовому складі та відіграв увесь матч. Загалом у футболці «Аланії» у вищому дивізіоні зіграв 5 матчів (ще 3 поєдинки провів у першості дублерів).
У 2002 році переїхав до України, де підписав контракт з «Кривбасом», який виступав у Вищій лізі України. Дебютував у футболці криворіжців 24 серпня 2002 року в переможному (1:0) виїзному поєдинку 1/16 фіналу кубку України. Зураб вийшов на поле в стартовому складі вийшов на поле в стартовому складі та відіграв увесь матч. У Вищій лізі України дебютував 1 вересня 2002 року в нічийному (0:0) домашньому поєдинку 8-го туру проти київського «Динамо». Попхадзе вийшов на поле в стартовому складі та відіграв увесь матч, а на 62-ій хвилині отримав жовту картку. У складі «Кривбаса» зіграв 21 поєдинок у чемпіонаті України та 3 поєдинки в кубку України. 
У 2004 році перейшов до новокузнецького «Металурга-Кузбасу», який виступав у першій лізі. Дебютував у футболці новокузнецької команди 28 березня 2004 року в програному (0:1) виїзному поєдинку 1-го туру проти махачкалинського «Анжі». Попхадзе вийшов на поле в стартовому складі й відіграв увесь матч, а на 40-ій хвилині отримав жовту картку. У футболці «Металург-Кузбаса» зіграв 10 матчів у чемпіонаті Росії. У 2005 році був гравцем аматорського клубу «Сизрань-2003». У сезоні 2008/09 років зіграв 1 поєдинок у футболці «Ереті».

## Кар'єра в збірній
У футболці національної збірної Грузії дебютував 12 серпня 1998 року в програному (0:1) виїзному товариському поєдинку проти Азербайджану. У 1998-1999 роках зіграв 4 матчі за головну команду Грузії.

## Смерть
На початку 2010-их років очолив клуб «Ереті» з рідного міста. 15 січня 2013 року Попхадзе знайшли повішеним в селі Шрома. Є припущення, що він наклав на себе руки через конфлікт у родині.

## Статистика
| Рік        | Команда                          | Турнір                        | Місце      | М          | Г          | Ін         |
| Чемпіонати | Чемпіонати                       | Чемпіонати                    | Чемпіонати | Чемпіонати | Чемпіонати | Чемпіонати |
| ---------- | -------------------------------- | ----------------------------- | ---------- | ---------- | ---------- | ---------- |
| 1990       | «Ереті» (Лаґодехі)               | Друга ліга Грузії             | -          | 23         | 10         | -          |
| 1991       | «Ереті» (Лаґодехі)               | Друга ліга Грузії             | -          | 13         | 11         | -          |
| 1991/92    | «Телаві» (Телаві)                | Перша ліга Грузії             | -          | 34         | -          | -          |
| 1992/93    | «Алазані» (Гурджаані)            | Чемпіонат Грузії              | 3          | 26         | -          | -          |
| 1993/94    | «Ерквані» (Гурджаані)            | Чемпіонат Грузії              | 8          | 26         | -          | -          |
| 1994/95    | «Металург» (Руставі)             | Чемпіонат Грузії              | 7          | 20         | -          | -          |
| 1995/96    | «Металург» (Руставі)             | Чемпіонат Грузії              | 5          | 27         | 5          | -          |
| 1997       | «Крила Рад» (Самара)             | Вища ліга Росії               | 7          | 25         | -          | 2          |
| 1998       | «Крила Рад» (Самара)             | Вища ліга Росії               | 12         | 24         | 1          | 5/1        |
| 1999       | «Крила Рад» (Самара)             | Вища ліга Росії               | 12         | 25         | 2          | 6          |
| 2000       | «Крила Рад» (Самара)             | Вища ліга Росії               | 14         | 7          | -          | 3          |
| 2000       | «Крила Рад-2» (Самара)           | Вищий дивізіон Росії, Поволжя | 17         | 1          | 1          | 1          |
| 2000       | «Локомотив» (Нижній Новгород)    | Вищий дивізіон Росії          | 15         | 12         | 1          | 5          |
| 2001       | «Аланія» (Владикавказ)           | Вищий дивізіон Росії          | 11         | 5          | -          | 2          |
| 2001       | «Аланія-д» (Владикавказ)         | Дублери. Вищий дивізіон       | 13         | 3          | -          | 1          |
| 2002/03    | «Кривбас» (Кривий Ріг)           | Вища ліга України             | 12         | -          | -          | -          |
| 2004       | «Металург-Кузбас» (Новокузнецьк) | Перший дивізіон Росії         | 16         | 10         | -          | 3          |
| Кубки      |                                  |                               |            |            |            |            |
| 1996/97    | «Крила Рад» (Самара)             | Кубок Росії                   | 1/2        | 3          | 1          | -          |
| 1997/98    | «Крила Рад» (Самара)             | Кубок Росії                   | 1/4        | 3          | -          | -          |
| 1998/99    | «Крила Рад» (Самара)             | Кубок Росії                   | 1/16       | 1          | -          | -          |